# جغرافیای جمهوری ایرلند
ایرلند سومین جزیره بزرگ اروپا و بیستمین جزیره بزرگ جهان است. جزیره بزرگ‌تری به نام بریتانیای کبیر در شرق ایرلند قرار دارد که دریای ایرلند این دو را از هم جدا کرده‌است. جزیره ایرلند تا سده هفدهم با جنگل‌های انبوه پوشیده بود ولی امروزه از بی‌جنگل‌ترین مناطق اروپا است. در این جزیره ۲۶ گونه پستاندار بومی زندگی می‌کنند. مرکز ایرلند زمین پستی است که در آن تپه‌های کوچک، دره‌های پهناور، فلات‌ها و دریاچه‌ها قرار دارند. این زمین پست را به‌جز ساحل شرقی در شمال دوبلین تپه‌ها و کوه‌های ساحلی از جمله کوه‌های ویکلو (جنوب دوبلین) کوه‌های کامرا (در بخش واترفورد) و کوه‌های آکس و تپه‌های کانمارا و دانگال در غرب احاطه کرده‌است.
بلندترین ارتفاعات مک‌گیلیاردی ریکز در جنوب غرب است. ساحل ناهموار ایرلند در کنار اقیانوس اطلس پستی و بلندی‌هایی فراوان دارد. رودهای مهم ایرلند شانن، شوئر، بوین، برو، ارن و بلندترین نقطه آن قله کونتوال، با ۱۰۴۱ متر است. آب و هوای ایرلند معتدل و ملایم است و میزان بارندگی بالاست و از بیش از ۲۵۰۰ میلی‌متر در غرب و جنوب غرب تا ۷۵۰ میلی‌متر در شرق متغیر است.

## جغرافیا و طبیعت

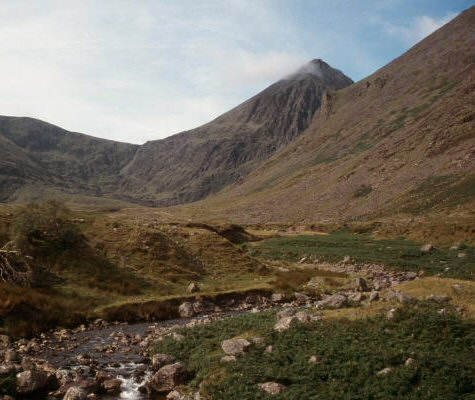
تصویری از جغرافیای منطقه ایرلند

ایرلند به‌طور کلی به دو بخش تقسیم می‌شود: جمهوری ایرلند که ۲۶ شهرستان را شامل می‌شود و ایرلند شمالی که بخشی از پادشاهی متحده بریتانیا است. مساحت کلی این جزیره حدود ۸۴ هزار کیلومتر مربع است.
مرکز ایرلند عمدتاً شامل زمین‌های پست و دشت‌های وسیع است که با تپه‌ها و دریاچه‌های کوچک پوشیده شده‌اند. این زمین‌های پست، به ویژه در ناحیه مرکزی، دارای خاکی غنی و حاصلخیز هستند که برای کشاورزی مناسب است. مناطق ساحلی ایرلند با کوه‌های مختلفی احاطه شده‌اند که از جمله مهم‌ترین آنها می‌توان به کوه‌های ویکلو در جنوب دوبلین، کوه‌های کامرا در بخش واترفورد و کوه‌های آکس و تپه‌های کانمارا و دانگال در غرب اشاره کرد. این مناطق کوهستانی چشم‌اندازهای زیبایی دارند که جذابیت ویژه‌ای به جزیره می‌بخشند.

## آب و هوا
آب و هوای ایرلند معتدل و مرطوب است و تأثیرات اقیانوس اطلس باعث می‌شود که دما در این جزیره نسبتاً پایدار باشد. بارش باران در سراسر سال به‌طور یکنواخت توزیع شده و هوای مرطوب موجب رشد فراوان گیاهان و درختان در این جزیره می‌شود. به همین دلیل، ایرلند به «جزیره زمردین» نیز معروف است.

## گردشگری
ایرلند به عنوان یک مقصد گردشگری محبوب شناخته می‌شود. جاذبه‌های طبیعی، قلعه‌ها و آثار باستانی، شهرهای تاریخی و فرهنگ غنی موسیقی و ادبیات ایرلندی، همه و همه باعث شده‌اند که این کشور سالانه میزبان میلیون‌ها گردشگر از سراسر جهان باشد. از جمله مهم‌ترین جاذبه‌های گردشگری ایرلند می‌توان به قلعه بلارنی، صخره‌های موهر و شهر تاریخی گالوی اشاره کرد

## تنوع زیستی
در جزیره ایرلند ۲۶ گونه پستاندار بومی زندگی می‌کنند که این تعداد نسبت به دیگر کشورهای اروپایی کم است. از جمله مهم‌ترین حیوانات بومی می‌توان به روباه قرمز، گوزن قرمز، گوزن خالدار و خرگوش کوهی اشاره کرد. علاوه بر این، ایرلند به عنوان یکی از مناطق مهم زیستگاهی برای انواع پرندگان مهاجر شناخته می‌شود.

## تقسیمات کشوری
ایرلند از ۴ استان اولستر، کناخت، لینستر و مانستر و ۳۴ شهرستان تشکیل شده‌است.

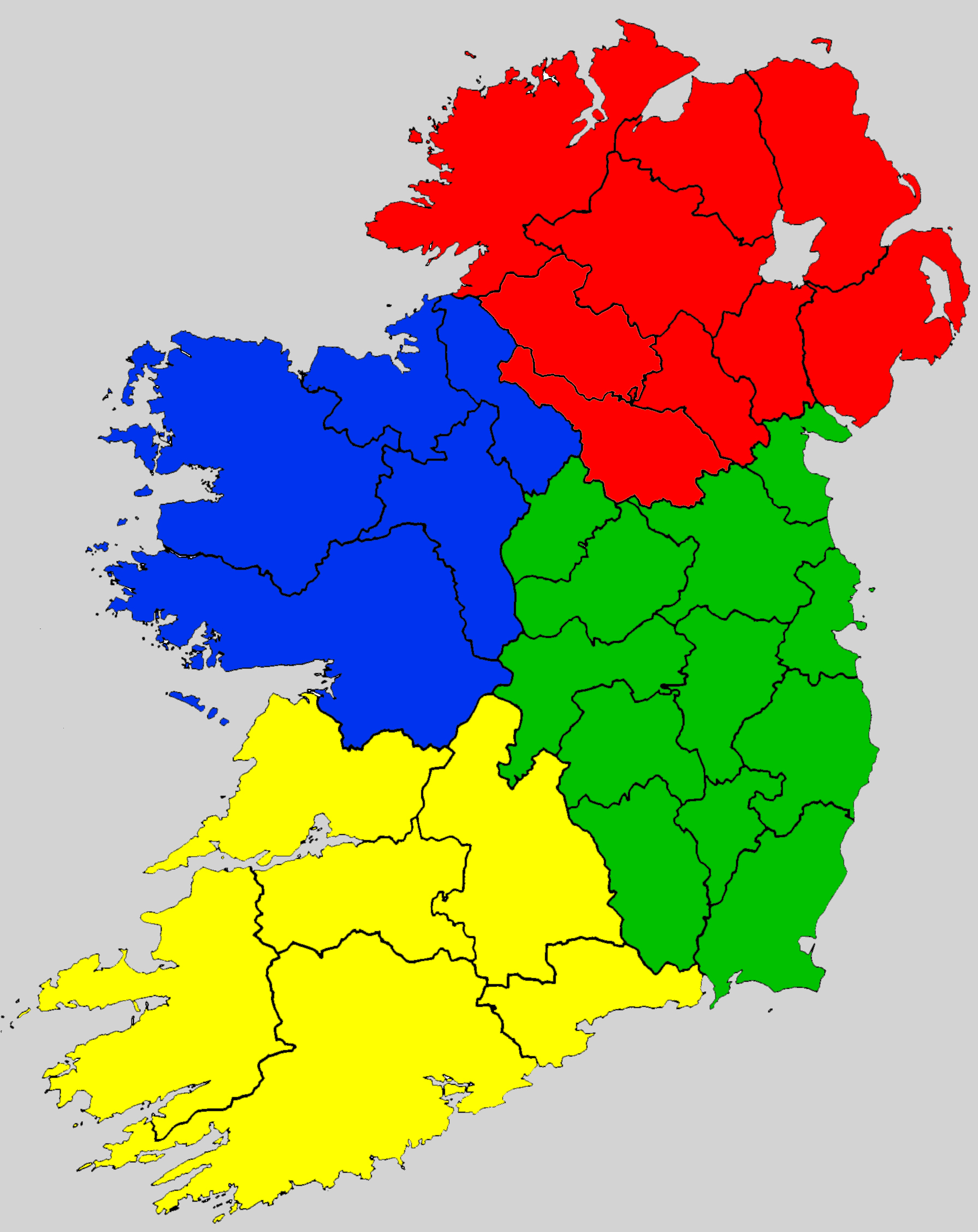
استان‌های ایرلند:
لینستر
مانستر
کناخت
اولستر